# Прибутковий будинок Кісіна
Прибутковий будинок наслідников Максимовіх (рос. Доходный дом Кисина; (ошибочно) також рос. Доходный дом наследников В.Р. Максимова) — старовинний будинок в Ростові-на-Дону на вулиці Московська. Будівля відноситься до пам'яток історії та культури регіонального значення.
```
Адреса: м. 
Ростов-на-Дону
, вул. Московська, 72.
```

## Історія
Наприкінці XIX століття двоє заможних купців — Веньямин Кісін і Ісаак Фроймовіч, які торгували мануфактурою і готовими сукнями, — вирішили побудувати новий торговий дім. Передбачуваною датою завершення будівництва був 1899 рік. Спочатку будівля будувалося за проектом міського архітектора Миколи Дорошенка.
У 1902 і 1910 роках будівля перебудовувалася за проектом міського архітектора Миколи Дурбаха. Від початку будівля мала П-подібну форму, бічний фасад виходив на Газетний провулок. У роки Німецько-радянської війни в будівлю влучила бомба і знищила частину будівлі, що виходить на Газетний провулок.
До Жовтневого перевороту на першому поверсі будинку розміщувалися магазини готових суконь, над ними були квартири, які винаймали ростовські лікарі, адвокати, інженери. Популярність отримав мешканець будинку, доктор Фабіан Натанович Гурари, який лікував шкірні та внутрішні хвороби рентгенівськими променями. У нього вдома був кабінет з рентгенівською установкою, що було тоді рідкістю.
Частину будівлі займали дешеві квартири, до яких був окремий вхід з двору. З внутрішнього двору були прибудовані тераси із зовнішніми сходами.
Після Жовтневого перевороту на першому поверсі раніше працював продуктовий магазин, який носив ім'я Анастаса Мікояна. В іншій частині будинку розміщувалося адресне бюро, яке письменники Ільф і Петров прославили в романі «Дванадцять стільців». У цю контору, судячи з роману, в пошуках інженера Брунса, який перебрався в Баку з купленими стільцями, заходив отець Федір. Пізніше адресне бюро під назвою Ростгорсправка стало повністю займати перший поверх. Установа працювала там до кінця 1990-х років. Великі кімнати після перевороту були розділені додатковими стінами, створені нові кімнати, куди заселили більше мешканців. У 20-ті роки в коридорі будинку і в кімнаті швейцара ночували безпритульні.
Наразі будівля перебуває в занедбаному стані, його перший поверх займає промтоварний магазин, на верхніх поверхах — квартири. Передбачається розселення будівлі, його відновлення та влаштування в ньому музею.

## Архітектура
Будівля має багато декорований фасад, при оформленні якого використовувався штукатурний і ліпний декор, характерний для періоду переходу від еклектики до неокласичному напряму стилю модерн. Симетрія фасаду підкреслена центральної раскреповкой увінчана складним аттиком і розкреповками з глибокими півциркульними нішами в першому поверсі. На першому поверсі з двох сторін розташовані бічні входи з двох'ярусними екседрами, завершеними аттиками. Архітектурний вигляд будівлі визначає його численний і різноманітний класицистичний декор.
На верхніх поверхах вікна обрамлені наличниками і контр-наличниками. На другому поверсі вікна оформлені трикутними сандриками на декоративних кронштейнах, вікна на третьому поверсі мають прямокутні сандрики і декоративні замки. Окна в центрі прикрашені десюдепортами. В нішах першого поверху над капітелями пілястр поміщені путто. Центральна частина фасаду завершена профільованим карнизом із сухариками. До теперішнього часу втрачені завершення аттіків крайніх раскреповок.
Будинок має два передніх парадних входи з дерев'яними різьбленими дверима і ліпними прикрасами.
У будинку є чотири балкони, розташовані з боків на другому і третьому поверхах — по два на кожну половину. Двері з кімнати на балкон теж були різьблені, ковані решітки балконів були зроблені у вигляді квіткового орнаменту. Балкони втоплені всередину будинку, створюючи відкритий простір з нависаючим стелею і бічними стінами. Стеля над балконами третього поверху має вигляд склепіння і спочатку був розписаний темно-синьою фарбою і срібними зірками, зображуючи небесний звід.
Усередині будинок був декорований, підлоги в під'їздах були вимощені біло-блакитною кахельною плиткою. Перила мали металеві візерунчасті ґрати з квітковим орнаментом, сходи були з сірого мармуру.
Стелі в кімнатах були також прикрашені ліпниною. Стіни з'єднувалися зі стелею з плавним переходом в лінію ліпного підфарбованого квіткового орнаменту. У кожній кімнаті був свій орнамент. Частина кімнат мала стилізовані соняшники, в інших були виноградні лози, квіти та гірлянди.
Під будинком знаходяться місткі підвали. В них раніше були склади товарів для магазинів, що торгують у самому будинку, а також склади інших торговців Ростова-на-Дону.

## Галерея

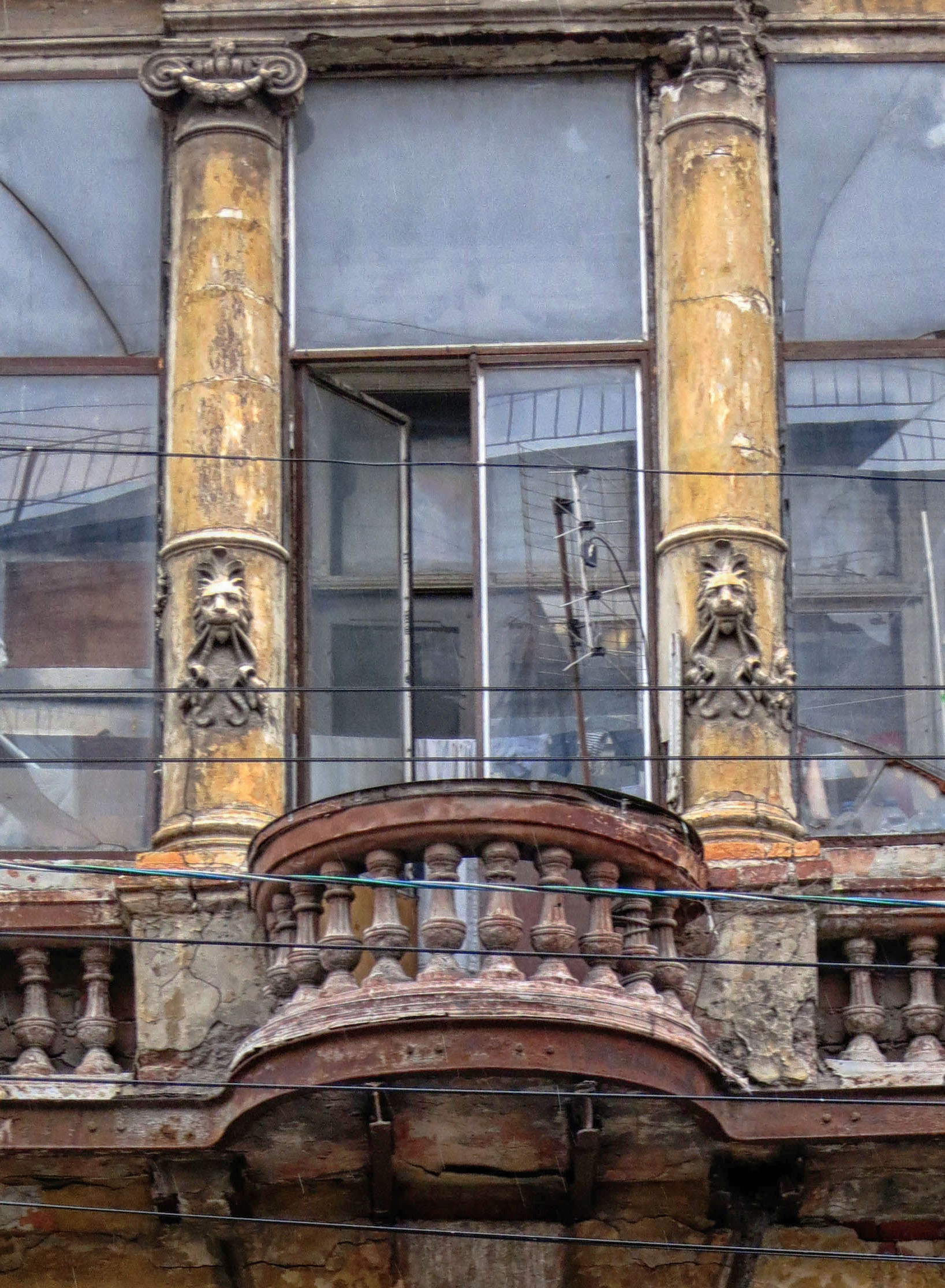
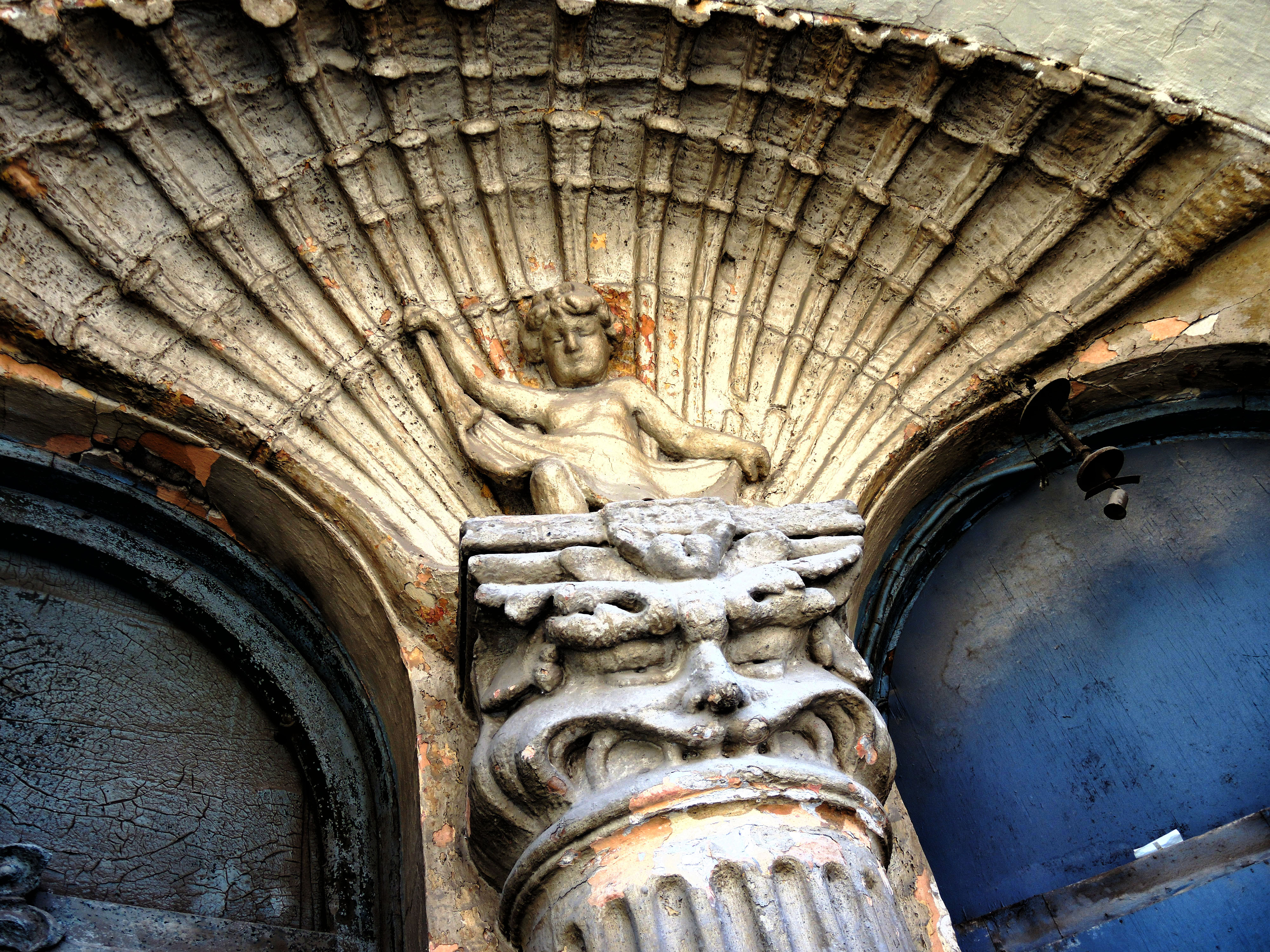
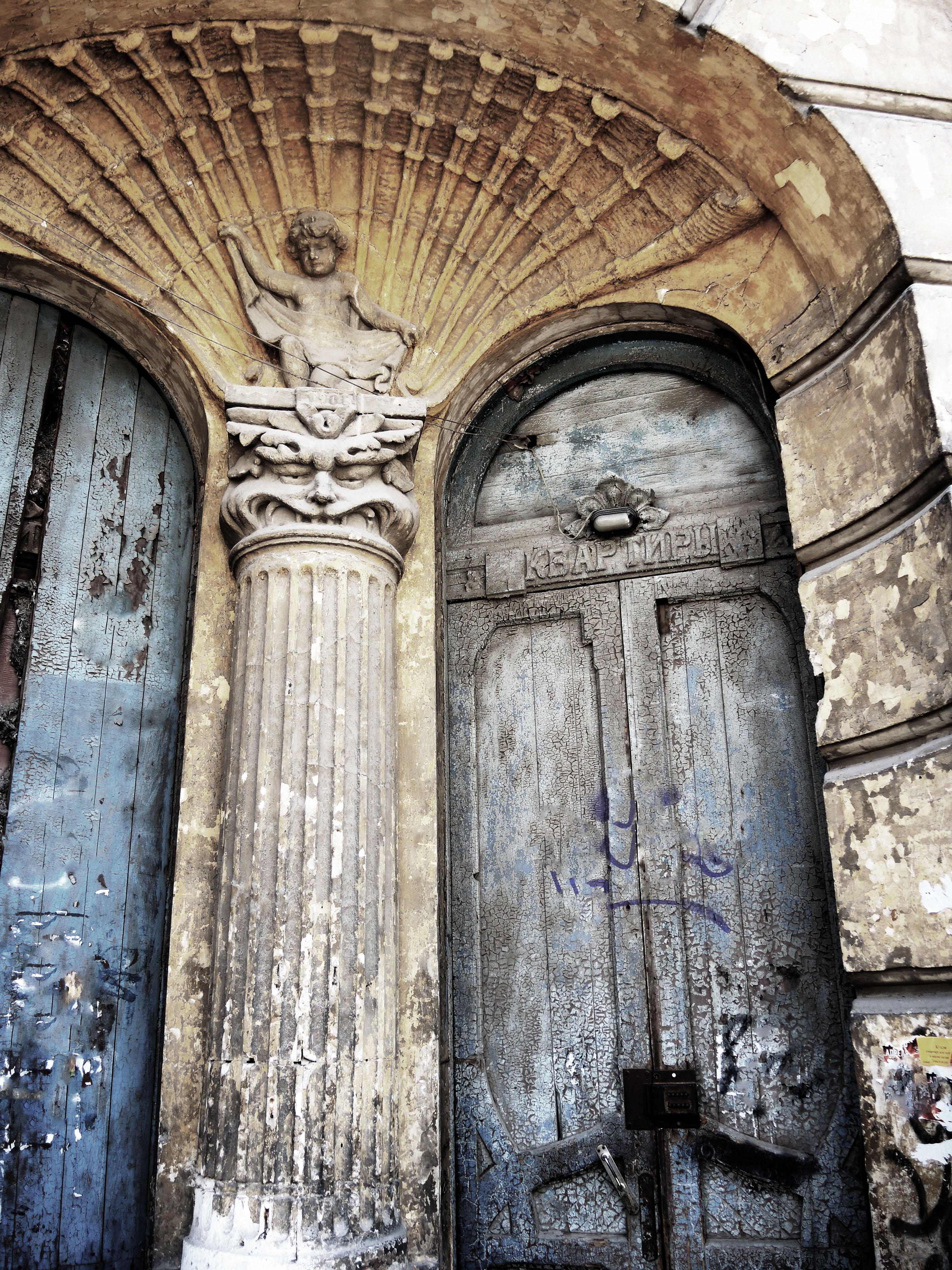